# 沃德巴里耶
沃德巴里耶（法語：Vaudebarrier，法語發音：[vodbaʁje]）是法国索恩-卢瓦尔省的一个市镇，属于沙罗勒区。

## 地理
沃德巴里耶（46°24'49"N, 4°18'36"E）面积8 平方千米，位于法国勃艮第-弗朗什-孔泰大區索恩-卢瓦尔省，该省份为法国中部省份，北起顺时针与科多尔省、汝拉省、安省、罗讷省、卢瓦尔省、阿列省和涅夫勒省接壤。
与沃德巴里耶接壤的市镇（或旧市镇、城区）包括：沙罗勒、马尔西伊拉格尔斯、奥佐勒、旺德内斯莱沙罗勒。

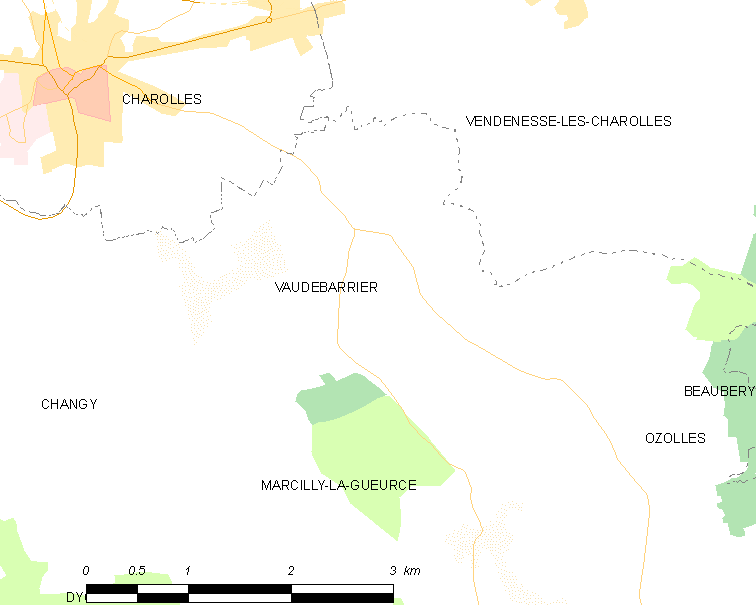
沃德巴里耶的OSM定位图

沃德巴里耶的时区为UTC+01:00、UTC+02:00（夏令时）。

## 行政
沃德巴里耶的邮政编码为71120，INSEE市镇编码为71562。

## 政治
沃德巴里耶所属的省级选区为沙罗勒县。

## 人口

1962-2008年间沃德巴里耶人口变化图示

沃德巴里耶于2022年1月1日时的人口数量为207人。